# باولا غروقر
باولا غروقر (بالألمانية: Paula Grogger) (ولدت في 12 يوليو 1892 في أوبلارن - وماتت في 1 يناير 1984 فيها) هي أديبة نمساوية.
ولدت باولا في أوبلارن في مقاطعة شتايرمارك وكان أبوها فرنتس تاجرا. التحقت بين عامي 1907 و 1912 بمعهد تدريب المعلمات للفتيات الكاثوليك في زالتسبورغ، ثم حصلت على الثانوية بعد اجتيازها امتحان الكفاءة Reifeprüfung. ثم عادت بعد ذلك إلى شتايرمارك وبدأت تدرس حتى عام 1929.
وحققت أولى أعمالها في عام 1929 وهي رواية بوابة جريمنج Das Grimmingtor نجاحا كبيرا. وقد ترجم الكتاب وأعيد طبعه أكثر من مرة.
حصلت في عام 1952 على جائزة بيتر روزيجر Peter-Rosegger-Preis من مقاطعة شتايرمارك. ورشحت لتكون أستاذة جامعية في عام 1966. وفي عام 1980 أنهت نشاطها الأدبي الذي جاوز 88 سنة، وماتت عن عمر يناهز الإحدى والتسعين عاما في منزلها في أوبلارن الذي تحول اليوم إلى متحف.

## من أعمالها
- بوابة جريمنج 1926
- أساطير اللصوص 1929 و 1977
- لعبة الشمس والقمر والنجوم 1933
- الزفاف .. مسرحية للأمير يوهان (مسرحية عن الدوق يوهان)
- حدائق الفردوس 1980
- تاريخ الطفولة 1983

## روابط خارجية
- باولا غروقر على موقع مونزينجر (الألمانية)